# Sainte-Marie-aux-Mines
Sainte-Marie-aux-Mines är en kommun i departementet Haut-Rhin i regionen Grand Est (tidigare regionen Alsace) i nordöstra Frankrike. Kommunen ligger i kantonen Sainte-Marie-aux-Mines som tillhör arrondissementet Ribeauvillé. År 2022 hade Sainte-Marie-aux-Mines 4 945 invånare.

## Befolkningsutveckling
Antalet invånare i kommunen Sainte-Marie-aux-Mines
| Referens: INSEE |